# Борнхаген
Борнхаген (нем. Bornhagen) — община в Германии, в земле Тюрингия. 
Входит в состав района Айхсфельд. Подчиняется управлению Ханштайн-Рустеберг.  Население составляет 297 человек (на 31 декабря 2010 года). Занимает площадь 6,59 км².
В Борнхагене живет видный политик «Альтернатива для Германии» Бьорн Хёкке.